# Округ Тејлор (Кентаки)
Округ Тејлор (енгл. Taylor County) је округ у америчкој савезној држави Кентаки.

## Демографија
По попису из 2010. године број становника је 24.512, што је 1.585 (6,9%) становника више него 2000. године.
| Група             | 2000.          | 2010.          |
| Белци             | 21.342 (93,1%) | 22.329 (91,1%) |
| Афроамериканци    | 1.159 (5,1%)   | 1.216 (5,0%)   |
| Азијати           | 41 (0,2%)      | 129 (0,5%)     |
| Хиспаноамериканци | 189 (0,8%)     | 433 (1,8%)     |
| Укупно            | 22.927         | 24.512         |